# الکسیس فورد
الکسیس فورد (به انگلیسی: Alexis Ford) (زادهٔ ۲۴ آوریل ۱۹۸۸) بازیگر پورنوگرافی و رقاص برهنه آمریکایی است. او در سال ۲۰۱۳ برندهٔ جایزه ای‌وی‌ان برای برترین صحنهٔ سکس دختر و پسر شد.
فورد در محله کوئینز در شهر نیویورک به دنیا آمد و در همان‌جا بزرگ شد. او در ابتدا به عنوان یک رقاص نیمه برهنه در پارتی‌های شبانه کار می‌کرد که بعدها از سال ۲۰۰۹ وارد صنعت پورنوگرافی شد و تا سال ۲۰۱۵ در بیش از ۱۰۰ فیلم پورن ظاهر شد.

## حرفه
فورد پس از ترک تحصیل به عنوان یک مدل برهنه (استریپر) در پارتی‌های مجردی کار می‌کرد که خواهرش به عنوان یک مدل پیشین بزرگسال با لقب «الیتا مور» به او پیشنهاد کرد که به صنعت فیلم بزرگسالان وارد شود و او کار خودش را برای عکاس‌هایی همچون استفان هیکز، سوز رندال و هالی رندال شروع کرد.
الکسیس در ابتدا خود را به صورت لزبین به نمایش گذاشت، و اولین کار را با اکسی بل انجام داد. فورد در سپتامبر ۲۰۰۹، یک قرارداد کاری با کمپانی آدام اند ایو امضا کرد و اولین فیلم او برای این کمپانی ساخت آمریکا نام دارد، که در آن اولین صحنه سکس با جنس مخالف را با مستر پیت انجام می‌دهد. در اکتبر ۲۰۱۰ آدام اند ایو قرارداد خود را با فورد برای یک سال دیگر تمدید کرد و فورد در ژوئن ۲۰۱۲ به عنوان بازیگر برگزیده ماه مجله ماهانه پنت هاوس انتخاب شد. چندی بعد در همان سال او سکس مقعدی بین نژادی و نیز سکس دوطرفه را در فیلم قسمت تاریک الکسیس فورد برای جولز جوردن به نمایش گذاشت. او تا سال ۲۰۱۵ در ۱۰۰ فیلم پورنو ظاهر شد.

## زندگی شخصی
فورد برای تحصیل به مدرسه کاتولیک در کویینز و بعد به مدرسه پرستاری در میامی (فلوریدا) رفت.
او در حال حاضر در منهتن نیویورک ساکن است.

## جوایز
| سال  | جشنواره                           | نتایج    | عنوان                                                                                                   | کار انجام شده          |
| ---- | --------------------------------- | -------- | --- | ---------------------- |
| ۲۰۱۰ | جایزه CAVR                        | برنده    | ستاره همجنسگرای سال                                                                                     | —                      |
| ۲۰۱۰ | جایزه هوادارن سرگرمی‌های بزرگسالان | نامزدشده | ستاره جدید برگزیده سال                                                                                  | —                      |
| ۲۰۱۱ | جایزه ای‌وی‌ان                      | نامزدشده | بهترین صحنه سکس گروهی لزبین به همراه تیگان پرسلی، مونیک الکساندر، لیزا ان، کلست استار و اندی سان دیاماس | FemmeCore              |
| ۲۰۱۱ | جایزه ای‌وی‌ان                      | نامزدشده | بهترین ستاره جدید                                                                                       | —                      |
| ۲۰۱۱ | XBIZ Award                        | نامزدشده | ستاره جدید سال                                                                                          | —                      |
| ۲۰۱۲ | جایزه NightMoves                  | نامزدشده | بهترین اندام کلی                                                                                        | —                      |
| ۲۰۱۳ | جایزه ای‌وی‌ان                      | نامزدشده | بهترین صحنه سکس مقعدی به همراه لکسینگتون استیل                                                          | Alexis Ford Darkside   |
| ۲۰۱۳ | جایزه ای‌وی‌ان                      | برنده    | بهترین صحنه سکس دختر و پسر به همراه ناچو ویدال                                                          | Alexis Ford Darkside   |
| ۲۰۱۳ | جایزه ای‌وی‌ان                      | نامزدشده | بهترین دخول دونفره به همراه الکساندر بویسورت و کریس استورکز                                             | Alexis Ford Darkside   |
| ۲۰۱۳ | جایزه ای‌وی‌ان                      | نامزدشده | بهترین صحنه سکس دهانی                                                                                   | Alexis Ford Darkside   |
| ۲۰۱۳ | جایزه ای‌وی‌ان                      | نامزدشده | بهترین صحنه سکس اول شخص با جولس جوردن                                                                   | Alexis Ford Darkside   |
| ۲۰۱۳ | جایزه NightMoves                  | نامزدشده | بهترین اندام                                                                                            | —                      |
| ۲۰۱۴ | جایزه ای‌وی‌ان                      | نامزدشده | بهترین صحنه سکس گروهی به همراه فینیکس ماری، آنجلینا والنتاین، کاگنی لین کارتر و کیران لی                | Big Tits at Work 19    |
| ۲۰۱۴ | جایزه ای‌وی‌ان                      | نامزدشده | بهترین بازیگر پرطرفدار                                                                                  | Just In Beaver Fever   |
| ۲۰۱۴ | جایزه ای‌وی‌ان                      | نامزدشده | بهترین صحنه سکس سه نفره (یک دختر و دو پسر) با ست گمبل و جان جاون                                        | Justin In Beaver Fever |
| ۲۰۱۴ | جایزه XBIZ                        | نامزدشده | بهترین اجرای زن سال                                                                                     | —                      |